# Coelorachis geminata
Coelorachis geminata là một loài thực vật có hoa trong họ Hòa thảo. Loài này được (Hack.) Clayton mô tả khoa học đầu tiên năm 1981.